# Frank Miller
Frank Miller (Olney, Maryland, 27 de enero de 1957) es un guionista, dibujante de cómics y cineasta estadounidense. Es conocido mundialmente por sus obras populares The Dark Knight Returns, Born Again, Sin City, 300 y Rōnin. Casado hasta el año 2005 con la colorista de cómic e ilustradora Lynn Varley.

## Biografía
Realizó su primer trabajo para la editorial Marvel Comics en 1979 en Spectacular Spiderman, en un crossover con Daredevil. Pero se dio a conocer como joven promesa en la serie Daredevil, también para Marvel Comics, entre finales de los setenta y principios de los ochenta. Poco después, realizaba para la editorial DC Comics Ronin, la historia de un samurái sin amo en un futuro postapocalíptico, obra donde mostró una evolución gráfica influenciada tanto por algunos artistas europeos como algunos clásicos de la historieta japonesa.
En 1986, retornó a la serie Daredevil, guionizando la saga Born Again, y contando en esta ocasión con David Mazzucchelli en la parte gráfica. En esta saga, Miller usa la iconografía católica como metáfora para contar la caída y posterior 'resurrección' del personaje. A nivel formal, condensa toda la experiencia acumulada hasta la fecha demostrando su pericia narrativa con un preciso control del ritmo y los tiempos de la historia, y apoyándose en unos diálogos y una prosa secos, austeros y certeros.

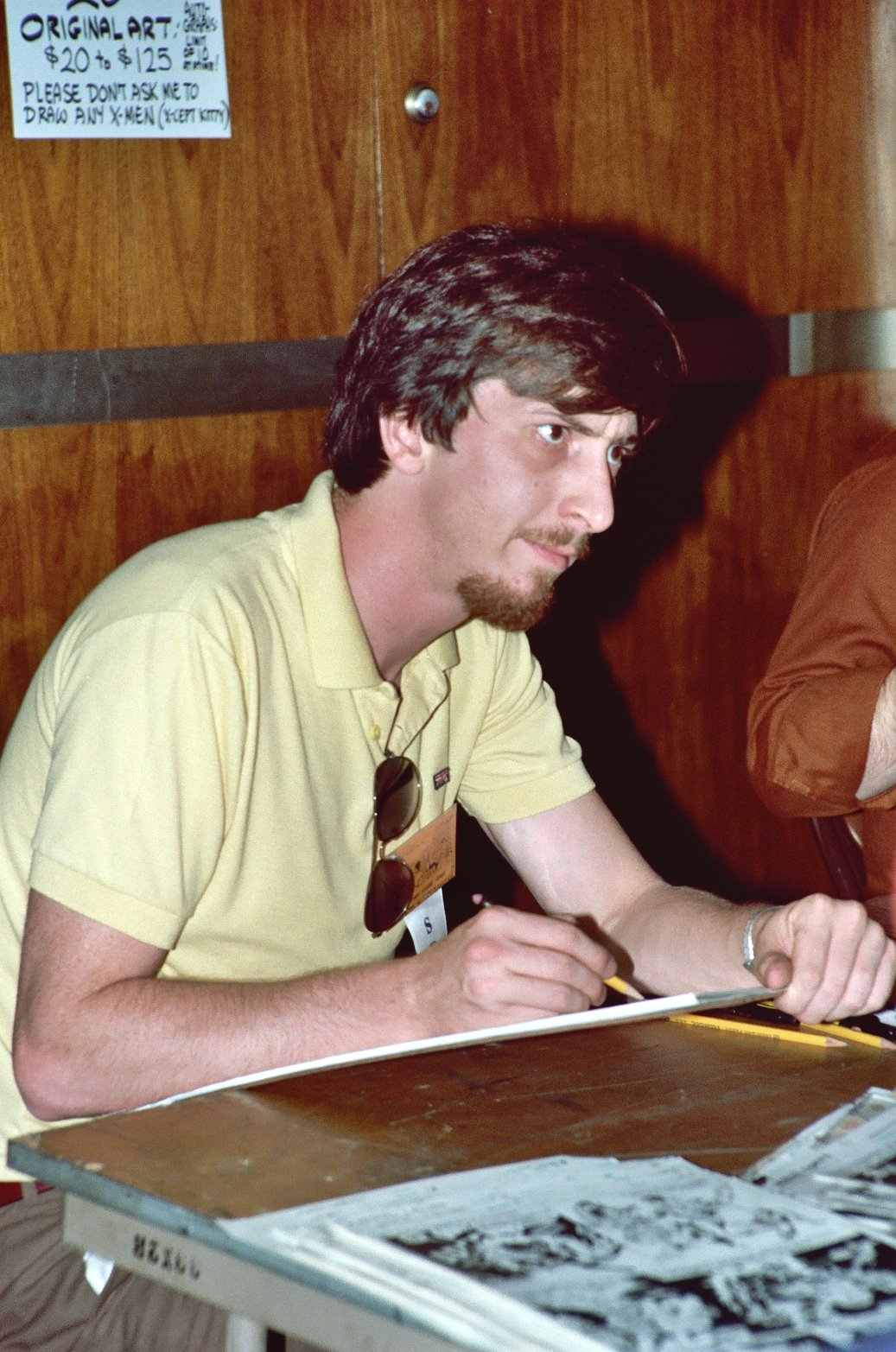
Frank Miller (1982).

Su obra más afamada es Batman: The Dark Knight Returns (El retorno del Caballero Oscuro), de nuevo en DC Comics, en la que presentaría a un Batman envejecido y retirado (que acabaría enfrentándose con Superman, el otro gran icono de la editorial), mostrándonos de paso su visión de un cercano futuro ultraviolento y dominado por los Mass Media. Posteriormente, y junto a Mazzucchelli de nuevo, recrearía el primer año de Batman en la saga de cuatro números Batman: año uno, acercándose aquí más que nunca a los registros propios de la literatura de serie negra.
Hay que mencionar también sus dos colaboraciones con el dibujante Bill Sienkiewicz: Daredevil: Love and War y, especialmente, Elektra: Assassin, donde definiría de una forma más detallada a la asesina ninja que creara para las páginas de Daredevil, y su trágico pasado, inspirado en su homónimo mitológico (mito de Elektra).
En los 90, Miller abandona DC Comics y realiza para Epic Comics una última obra sobre su creación Elektra, titulada Elektra Lives Again, y en la que Miller, acompañado de uno de los mejores colores de Lynn Varley, quiso dar su particular adiós al mundo de Daredevil. Volvió, sin embargo, en 1993, a escribir una miniserie del personaje (acompañado por el dibujo de John Romita Jr) que se tituló Daredevil: Man Without Fear, basada a priori en un fallido guion cinematográfico.
Su obra más importante durante los noventa es aquella que concibió en la editorial independiente Dark Horse, donde Miller se encontró con total libertad creativa para hacer lo que quisiese. Así, en 1990 colabora con el dibujante Geoff Darrow en Hard Boiled, una ultraviolenta historia que mezclaba sátira, género negro y ciencia ficción. Esta fue una obra con problemas, debido a que en Dark Horse recibieron protestas por el contenido de la obra. En el mismo año colabora con el dibujante Dave Gibbons (famoso por sus dibujos en Watchmen, a los guiones de Alan Moore) y ambos crean la serie limitada "Martha Washington: Give Me Liberty", donde la sátira política que tan bien supo llevar siempre Miller (sobre todo en The Dark Knight Returns y en Elektra: Assasin) alcanzaba nuevas cotas en esta historia apocalíptica, violenta y futurista. Miller y Gibbons volvieron a trabajar en el personaje después en "Martha Washington Goes to War" (1994), "Happy Birthday, Martha Washington" (1995), "Martha Washington Stranded in Space" (1995) "Martha Washington Saves the World"(1997) y "Martha Washington Dies" (2007).
Alterna esos trabajos con algunos más, como guiones de películas, la miniserie "RoboCop Vs The Terminator" o un trabajo con el famoso personaje de Image, Spawn en el crossover "Batman/Spawn". Pero si algo destaca de esta época es su famosa obra de género negro y pulp Sin City, cuyo primer número fue realizado en 1991 con el nombre de "Sin City", puesto que Miller no tenía pensado al principio seguir escribiendo historias ambientadas en esta ciudad. A partir de Sin City Miller ahonda gráficamente en una síntesis estética más deudora del expresionismo, con fuertes influencias del argentino José Muñoz, que de la temática de serie negra en la que se enmarcan las historias y a las que se pretende homenajear.
En 1995, Miller trabajó de nuevo con Darrow en Big Guy and Rusty the Boy Robot, que cuenta con una serie animada traducida como "Grandullón y Robotín". Big Guy conoció cierta popularidad en Dark Horse y de esta resultaron algunos crossovers con otros personajes del universo ficticio (pero nunca confirmado como tal) de la editorial, llegando a juntarse con el Madman de Mike Allred o con Martha Washington en la aventura titulada "Martha Washington Stranded in Space".
En 1998 realiza "300", una pequeña novela gráfica que relata la batalla de las Termópilas desde el punto de vista espartano. Es un cómic que llamó la atención sobre todo por el excelente color y por la decisión de Miller de editarlo en formato apaisado.
Recientemente Miller volvió a DC Comics para realizar una segunda parte de la exitosa The Dark Knight Returns. Así, entre noviembre de 2001 y julio de 2002, DC Comics editó una miniserie en tres números titulada The Dark Knight Strikes Again (El Caballero Oscuro contraataca, o El Señor de la Noche ataca de nuevo), también conocida por las siglas DK2. Esta es una historia controvertida dado que ha dividido fuertemente las opiniones de los fanes. Si en los últimos años, y principalmente en su obra Sin City, ciertos sectores de público empezaron a dudar de que la calidad creativa de Miller siguiese siendo tal, con este DK2 el sentimiento se acrecentó puesto que muchos fanes se sintieron estafados. En oposición total a estos fanes, la otra mitad suele defender que es un muy buen cómic.
De 2005 a 2008 trabajó junto al dibujante Jim Lee en la serie All Star: Batman & Robin The Boy Wonder. Inicialmente recibido con mucha anticipación, All Star: Batman tuvo una recepción negativa por parte de los críticos, esto se debió principalmente al guion de Miller, más específicamente por su no tradicional representación del personaje principal. En la serie, Batman era representado de manera violenta, cruel e incluso infantil de a ratos; se puede mencionar, por ejemplo, el abuso verbal y físico hacia Dick Grayson en un intento de evitar que llore por la muerte de sus padres.
De 2015 a 2017, DC lanzó una secuela de The Dark Knight Strikes Again, dividida en nueve partes y titulada The Dark Knight III: The Master Race. Miller coescribe con Brian Azzarello, y Andy Kubert y Klaus Janson son los artistas. Fue el cómic más vendido de noviembre en 2015, vendiendo un estimado de 440 234 copias.
El 10 de julio de 2015, durante la San Diego Comic-Con, Miller fue incluido en el Salón de la Fama de los Premios Eisner.
Desde 2017, Miller trabaja con John Romita, Jr. en la novela gráfica Superman: Year One.
Miller se ha dado a conocer en la industria del cine por las adaptaciones cinematográficas de dos de sus obras, su popular serie Sin City, dirigida en 2005 por Robert Rodriguez (con el mismo Miller como codirector), una secuela de ésta fue lanzada el 22 de agosto de 2014; está basada en la segunda serie de Sin City por Frank Miller. Posteriormente la novela gráfica 300, fue llevada a la pantalla grande en 2007 por Zack Snyder; sin embargo, Miller ya había hecho sus pinitos en el cine. Su trabajo más destacado en este aspecto fue, en los 90, el de guionista de la segunda y tercera parte de Robocop. Sin embargo, quedó muy insatisfecho de estos trabajos, debido sobre todo que se sintió cortado creativamente.

## Premios
- 1987 Premio Haxtur al "Mejor Guion" por "El Regreso del Caballero Oscuro" en el Salón Internacional del Cómic del Principado de Asturias
- 1987 Premio Haxtur a la "Mejor Historia Larga" por "El Regreso del Caballero Oscuro"
- 1993 Nominación al Premio Haxtur al "Mejor Guion" por "Sin City/Cimoc 134/148
- 1993 Nominación al Premio Haxtur a la "Mejor Historia Larga" por "Sin City/Cimoc 134/148"
- 1994 Nominación al Premio Haxtur a la "Mejor Portada" por "Sin City/Moriria por ella#3"

## Obra (en España)
- Publicado por Planeta Deagostini:
  - Novelas Gráficas Marvel Vº2 Nº4: Elektra Lives Again (V/1991), con color de Lynn Varley. Esta novela gráfica comprende del material Elektra Lives Again (1991).
  - Novelas Gráficas Marvel Vº2 Nº8: Daredevil: Love And War (II/1992), con dibujos de Bill Sienkiewicz. Esta novela gráfica comprende del material Daredevil: Love And War (1986).
  - Obras Maestras Nº1: Daredevil, Born Again (IX/1991), con dibujos de David Mazzucchelli, (#227-233 USA 1986).
  - Obras Maestras Nº12: Daredevil, Marcado por la muerte (III/1994), con guion de Roger McKenzie; entintado de Klaus Jason y de Joe Rubinstein, (#159-161, 163-164 USA 1979-1980). En los EE. UU. se editó en tomo en 1990, en esta edición no se incluyó una página del N.º 159.
  - Colección One-Shot Nº5: Daredevil, El Hombre sin Miedo (V/1994), con dibujos de John Romita Jr., (#1-5 USA).
  - Obras Maestras Nº15: Daredevil, Elektra (III/1995), con guion de Roger Mckenzie, de David Micheline y del propio Frank Miller ; entintado de Klaus Jason (#165-168 USA 1980-1981).
  - Obras Maestras Nº19: Daredevil, Guerra de bandas (III/1996), entintado de Klaus Jason (#169-173 USA 1981). En Estados Unidos se editó en tomo incluyendo además el número 180 USA y prescindiendo del 173 USA.
  - Obras Maestras Nº24: Daredevil, Cazadores (III/1997), entintado de Klaus jason (#174-179 USA 1981-1982).
  - Obras Maestras Nº31: Daredevil, Condenados (XII/1998), entintado de Klaus Jason (a partir de número 185 USA Frank miller hace los bocetos y Klaus Jason lo dibuja y lo entinta), (#180-185 USA 1982).
  - Wolverine: Honor (V/1999), con guion de Chris Claremont, (miniserie de 4 números publicado por Marvel Comics en 1982).
  - Obras maestras Nº35: Daredevil, Acabado (XII/1999), bocetos de Frank miller y Klaus Jason lo dibuja y lo entinta (el número 191 USA lo dibuja Frank Miller y lo entinta Terry Austin siendo el último número del primero), (#186-191 USA 1982-1983).
  - Elektra Asesina (XI/2001), con dibujos de Bill Sienkiewicz. Este libro comprende del material de la serie limitada Elektra Assasain n.os 1-8 (1986-1987).
  - Ronin (V/2007), con color de Lynn Varley. Este libro comprende del material de la serie limitada Ronin Nºs 1 al 6 (1984).
  - Batman: El Regreso Del Caballero Oscuro, Batman: The Dark Knight Returns (VI/2007), entintado de Klaus Jason y color de Lynn Varley. Este libro comprende del material de la serie limitada Batman: The Dark Knight Returns n.os 1-4 (1986).
  - Batman: El Contraataque Del Caballero Oscuro (V/2008). Este libro comprende del material de la serie limitada Batman: The Dark Knight Strikes Back n.os 1-3 (2001).
  - Batman: año uno (2008), con dibujos de David Mazzucchelli. Este libro comprende el material de la serie regular Batman n.os 404-407 (1986).
- Publicado por Norma Editorial:
  - Ronin (2002), con color de Lynn Varley, (miniserie de 6 números publicado por DC Comics en 1983-1984).
  - Batman: el regreso del señor de la noche, Batman: The Dark Knight Returns (2001; 1986).
  - Hard boiled (1990), con dibujos de Geoff Darrow.
  - Give me Liberty (1990), con dibujo de Dave Gibbons.
  - Sin City (1991-2000).
  - Martha Washington goes to War (1994), con dibujo de Dave Gibbons.
  - The Big Guy and Rusty the Boy Robot (1995), con dibujos de Geoff Darrow.
  - Bad boy (1997), con dibujos de Simon Bisley.
  - 300 (1998).
  - Martha Washington Saves the World (1999), con dibujo de Dave Gibbons.
  - Batman: El Señor de la Noche contraataca (2001).
- Publicado por Panini Comics:
  - Daredevil: Marcado por la muerte (2008), con guion de Roger McKenzie; entintado de Klaus Jason y de Joe Rubinstein, (#158-161, 163-164 publicados por Marvel Comics en 1979 y 1980).
  - Daredevil: Elektra (2008), con guion de Roger Mckenzie, de David Micheline y del propio Frank Miller ; entintado de Klaus Jason (#165-169).
  - Wolverine: Honor (2008), con guion de Chris Claremont, (miniserie de 4 números publicado por Marvel Comics en 1982).
  - Daredevil: El Hombre sin Miedo (1993), con dibujos de John Romita Jr., (#1-5 USA).
- Publicado por Aleta Ediciones:
  - Frank Miller´s Robocop (2008), historia de Frank miller, adaptada por Steven Grant y dibujada por Juan José RYP, (miniserie de 9 números publicado por Avatar Prees en 2003). En la edición en tomo se incluyen todas las cubiertas originales.